# Sphyrospermum distichum
Sphyrospermum distichum är en ljungväxtart som beskrevs av J.L. Luteyn. Sphyrospermum distichum ingår i släktet Sphyrospermum och familjen ljungväxter. Inga underarter finns listade i Catalogue of Life.